# Финны в России
Финны в России (фин. Venäjänsuomalaiset) — национальное меньшинство в России. Потомки ингерманландцев и переселенцев из Финляндии, в разное время иммигрировавших в Россию.

## История
Российские финны это потомки ингерманландцев и переселенцев из Финляндии, в разное время иммигрировавших в Россию. 
Этническая группа ингерманландцев сложилась в результате переселения шведской администрацией в ингерманландские земли, отошедшие к Швеции по Столбовскому миру, части эвремейсов из северо-западной части Карельского перешейка и части савакотов из восточной области Великого герцогства Финляндского Саво. Финнизация Ижорской земли во многом облегчалась тяжёлыми демографическими потерями, понесёнными ею, особенно её восточной частью, в период Смутного времени.
Собственно финны появляются на территории современной России в результате миграционных процессов XIX—XX веков и это были очень небольшие по численности группы. В XIX веке миграция была обусловлена экономическими причинами и носила приграничный характер. Финны-переселенцы приезжали, главным образом из Выборгской, Нюландской, Куопиоской, Улеаборгской губерний и селились в Петербургской, Олонецкой, Архангельской — хотя появляется и весьма специфичная группа т.н. «сибирских» финнов.

### Царский период
В результате Северной войны 1700—1721 Ингерманландия вошла в состав России. В начале XIX века окру́га Петербурга была почти исключительно финноязычной. В 1804 году сосланные за неповиновение на поселение в Сибирь ингерманландские крестьяне барона фон Унгерн-Штернберга из ижорско-финских деревень нижнего течения реки Луга (Илькино, Малая Арсия, Большая Арсия, Волково, Мертвицы, Фёдоровская, Варива) в количестве 26 семей (77 мужчин и 73 женщины) основали в Омском уезде Тобольской губернии деревню Рыжкову (деревня Чухонская, Чухонская колония), которая постепенно стала центром притяжения всех ссыльных лютеран — ингерманландцев, финнов, эстонцев и латышей.
В 1809 году в результате русско-шведской войны к России было присоединено Великое княжество Финляндское. Переселение финнов в другие регионы Российской империи началось во второй половине 50-х годов XIX века и носило стихийный характер. Голод в Финляндии в 1866—1868 годах также в значительной мере повлиял на переселение финнов в другие регионы Российской империи. Толчком к массовой миграции стало подписанное в 1868 году Александром II «Положение о льготах колонистам Мурмана». В 1867 году на Мурманском побережье проживало 114 выходцев Финляндии. В 1888 году на Кольском полуострове проживало уже 823 финна. К 1895 году количество финнов составляло 810 человек из общего числа жителей Кольского уезда составлявшего 8690 всех жителей (9 %). В Кольском уезде в 1897 году насчитывалось 1276 финнов, что составляло 11,5 % от всех российских подданных уезда. 50 % из них являлись мигрантами первого поколения (83 % — выходцы из Улеаборгской губернии). В 1907 и 1910 годах в Ура-Губе, Земляной и Цып-Наволоке были организованы финские школы.
В 1913 году в Мурманско-колонистской волости состояло колонистов 1756 чел., в том числе финнов и норвежцев — 1048; в Териберской волости — 1401, в том числе финнов и норвежцев — 326 (в сумме финнов и норвежцев — 43,5 %).

### Советский период
В 1917 году в Ингерманландии проживало около 160 000 финнов, как местных, так и выходцев из Финляндии. После революции, Ленин и его правительство объявили полную поддержку национальным меньшинствам. Была объявлена политика коренизации.
После поражения революции в Финляндии весной 1918 года в Петроград приехало несколько тысяч «красных финнов». В 1926 году ингерманландцев или так называемых «ленинградских финнов» насчитывалось 114 831 человек. Финляндских же финнов в Ленинграде и Ленинградской губернии проживало 11 053 человека (3940 в Ленинграде и 7113 в области). Ингерманландцы и жившие в Ингерманландии финны — финляндские подданные и их потомки, оказавшиеся на её территории в XIX веке, составляли группы населения, различия между которыми носили ярко выраженный характер и общение между которыми практически отсутствовало.

Самое название «финны» включает в себя две народности: собственно финнов (суоми) и финнов ленинградских — савакот и эвремейсет».

В советский период в рамках политики «коренизации» в конце 1920-х — начале 1930-х годов в районах компактного проживания финнов были созданы национально-административные единицы низового уровня.

#### Репрессии
С начала 1930-х годов финское население подверглось репрессиям со стороны советских властей, итогом которых стало практически полное его исчезновение из районов традиционного проживания ко второй половине 1940-х годов. Можно выделить пять «волн» репрессий в отношении финнов и ингерманландцев. Три «волны» прошли до войны (в 1930—1931, 1935—1936 и 1937—1938 годах), а ещё две — во время и после войны: в 1941—1942 и 1944—1947 годах.
Из 1 602 000 человек, арестованных в 1937—1939 годах по политическим статьям уголовного кодекса, 346 000 человек были представителями нацменьшинств, причём из них 247 000 были расстреляны как иностранные шпионы. Из арестованных «нацменов» чаще других казнили греков (81 %) и финнов (80 %). К концу 1930-х годов, в результате репрессивной политики советских властей, деятельность лютеранской церкви на территории Советского Союза была полностью парализована. Все лютеранские церкви и приходы, в том числе финские, были закрыты, священнослужители и активные прихожане подверглись репрессиям, были разогнаны руководящие органы лютеранской церкви.
Финны и ингерманландцы насильно вывозились в другие регионы СССР, в частности, в Сибирь, на территорию Кольского полуострова, в Казахстан, Узбекистан, с собой позволялось брать немного одежды и еды, во время приготовлений к отправке одного члена семьи брали в заложники.
29 декабря 1944 года НКВД СССР издал приказ № 274, согласно которому все эвакуированные финны были взяты на учёт по линии Спецотдела НКВД СССР и УНКВД, после чего 9104 гражданина финской национальности получили статус спецпоселенцев.

#### Реабилитация
В отличие от ряда других автономий Финский национальный район не был восстановлен после 1953 года. После реабилитации часть финнов вернулась в родные места. В 1990 году финны-ингерманландцы получили от Финляндии право на репатриацию. Инициатором этого решения был президент Мауно Койвисто, который заявил, что его побудила к этому «симпатия, испытываемая к многострадальному народу ингерманландских финнов». Единственным условием для репатриации было указание финской национальности в паспорте или свидетельстве о рождении у подателя заявления или одного из его родителей. За последовавшие 20 лет по этой программе в Финляндию эмигрировало около 30 тысяч.
В 1993 году вышло постановление Верховного Совета Российской Федерации о реабилитации российских финнов. Все репрессированные, даже дети, родившиеся в выселенных семьях, получили справки о реабилитации и «о прекращении дела».
Приём заявлений на репатриацию был закрыт 1 июля 2011 года, разрешение на проживание в Финляндии можно было запрашивать до 1 июля 2016 года. На лиц, проживавших на территории Финляндии в 1943—1945 годах (переселенцы) либо служивших в финской армии в 1939—1945 годах, это ограничение не распространяется.

### Современное положение
Количество финнов в России продолжает сокращаться. По данным переписи 2002 года в России насчитывалось 34 050 финнов, а по переписи 2010 их уже было 20 267.
По мнению доктора исторических наук В. И. Мусаева подавляющее число российских финнов относится к потомкам ингерманландцев. Их приблизительная доля в общей численности финнов в России составляет 95 %.

## Численность и расселение
По данным переписи 2010 года в России проживало 20 267 финнов. Самые многочисленные финские сообщества были в таких регионах: Карелия — 8577, Ленинградская область — 4366, Санкт-Петербург — 2559, Москва — 388, Мурманская область — 273, Псковская область — 212, Омская область — 202, Новгородская область — 194, Кемеровская область — 166 человек. 
По данным переписи 2020—2021 года в России проживает 7778 финнов, 571 из которых зарегистрированы как ингерманландцы, однако по мнению российских и финских учёных, среди населения учитываемого в переписях как финны, доля ингерманландцев составляет 95 %.

## Религия
По вероисповеданию финны традиционно относятся к лютеранской церкви, однако часть из них придерживается православия. В 1991 году была воссоздана Евангелическо-лютеранская церковь Ингрии. Официально зарегистрирована в 1992 году. От неё в 1997 году отделилась Карельская евангелическо-лютеранская церковь.